# 二条新地

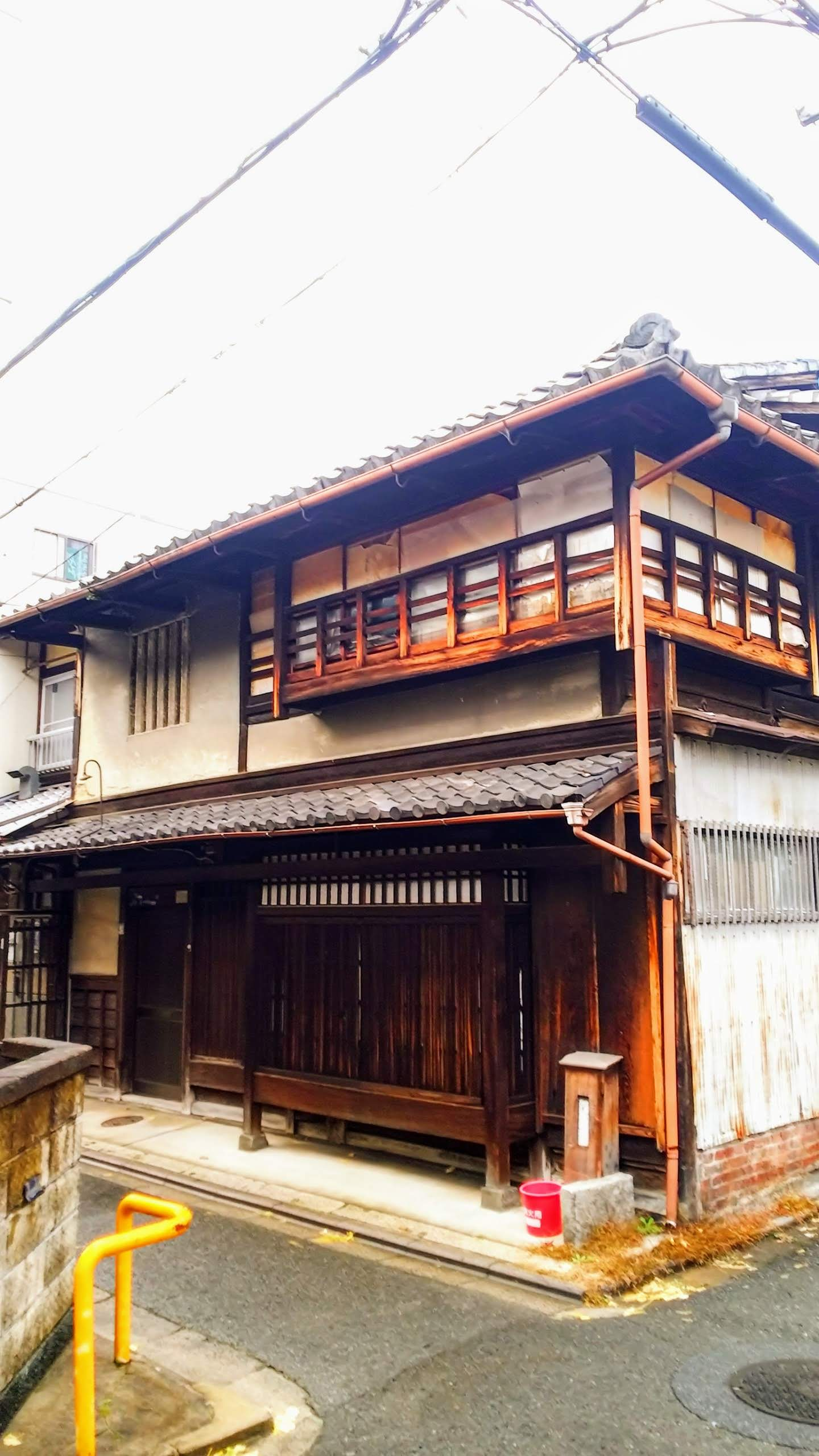
二条新地花街跡 京都市左京区川端二条付近

二条新地（にじょうしんち）は京都市左京区川端二条東入るにあった花街である。

## 歴史
二条新地は江戸時代前期、当時、聖護院村と呼ばれた地域に街が開発され、水茶屋を開業したのが始まりといわれる。以来、公許の花街（遊廓）であった嶋原の支配下で、祇園町、祇園新地、上七軒に次ぐ花街として発展してきた。滝沢馬琴は『羇旅漫録』（享和2年）で、「京にて見世付ある妓楼は、縄手、二条新地、北野、内野、御所うら等なり、これらはいづれも見世をはる。いづれも賤妓にして、見せはうちつけ格子、畳わづかに三、四畳を敷べし。二条新地尤多し」と記している。
明治を迎え、独立の花街として女紅場（芸妓、娼妓の教育施設）を設置した。

## 廃止
この北に第三高等学校（後の京都大学）が建設されたため、京都府は風紀上好ましくないと判断し、二条新地は1887年（明治20年）、廃止された。現在、普通の住宅地と変わり花街としての面影は残っていない。